# Aglaeactis
Aglaeactis  (glanskolibries) is een geslacht van vogels uit de familie kolibries (Trochilidae) en de geslachtengroep  Heliantheini (briljantkolibries). Er zijn 4 soorten:
- Aglaeactis aliciae  – Violetrugglanskolibrie
- Aglaeactis castelnaudii  – Witpluimglanskolibrie
- Aglaeactis cupripennis  – Koperglanskolibrie
- Aglaeactis pamela  – Zwartkruinglanskolibrie